# 中国驻伊兹密尔总领事列表
本列表为中国驻土耳其伊兹密尔总领事馆历任总领事名录。

## 历任中国驻伊兹密尔总领事

### 中华人民共和国驻伊兹密尔总领事（2014年－2019年）
2014年1月23日，中华人民共和国与土耳其政府达成在伊兹密尔设立总领事馆的协议。2015年9月28日，驻伊兹密尔总领事馆正式开馆。2019年2月28日，驻伊兹密尔总领事馆暂时闭馆。
| 姓名   | 任命 | 到任      | 递交任命书    | 免职 | 离任      | 领事职务 | 备注 | 备注 |
| ------ | ---- | --------- | ------------- | ---- | --------- | -------- | ---- | ---- |
| 苏高潮 |      | 2014年4月 |               |      | 2016年4月 | 总领事   |      |      |
| 刘增先 |      | 2016年5月 | 2016年5月23日 |      | 2019年2月 | 总领事   |      |      |